# Dulino
Dulino (biał. Дуліна; ros. Дулино) – wieś na Białorusi, w obwodzie witebskim, w obwodzie witebskim, w rejonie szarkowszczyńskim, w sielsowiecie Radziuki.

## Historia
W czasach zaborów wieś i zaścianek rządowe w powiecie dzisieńskim, w guberni wileńskiej Imperium Rosyjskiego.
W latach 1921–1945 wieś i zaścianek leżały w Polsce, w województwie wileńskim, w powiecie dziśnieńskim, w gminie Wierzchnie, od 1929 roku w powiecie postawskim, w gminie Kozłowszczyzna.
Według Powszechnego Spisu Ludności z 1921 roku zamieszkiwało wieś 210 osób, wszystkie były wyznania rzymskokatolickiego. Jednocześnie 205 mieszkańców zadeklarowało polską a 5 białoruską przynależność narodową. Było tu 35 budynków mieszkalnych. Zaścianek zamieszkiwało wieś 17 osób, wszystkie były wyznania rzymskokatolickiego i zadeklarowały polską przynależność narodową. Był tu 1 budynek mieszkalny. W 1931 wymieniono jedynie wieś, w 38 domach zamieszkiwało 197 osób.
Wierni należeli do parafii rzymskokatolickiej i prawosławnej w Szarkowszczyźnie. Miejscowość podlegała pod Sąd Grodzki w Duniłowiczach i Okręgowy w Wilnie; właściwy urząd pocztowy mieścił się w Szarkowszczyźnie.
W 1938 roku miejscowość należała do gromady Józefowo gminy Kozłowszczyzna.
W wyniku napaści ZSRR na Polskę we wrześniu 1939 miejscowość znalazła się pod okupacją sowiecką. 2 listopada została włączona do Białoruskiej SRR. Od czerwca 1941 roku pod okupacją niemiecką. W 1944 miejscowość została ponownie zajęta przez wojska sowieckie i włączona do Białoruskiej SRR.
Od 1991 w składzie niepodległej Białorusi.